# The BBC Archives
The BBC Archives е концертен албум на британската хевиметъл група Iron Maiden. Издаден е на 4 ноември 2002 г, като част от „Eddie's Archive“. Представлява колекция от изпълнения на живо на групата в периода 1979–1988 г.

#### Петъчно Рок Шоу (1979)
1. „Iron Maiden“ – 3:45
2. „Running Free“ – 3:10
3. „Transylvania“ – 4:03
4. „Sanctuary“ – 3:45

#### Фестивалът в Рединг (1982)
1. „Wrathchild“ – 3:31
2. „Run to the Hills“ – 5:36
3. „Children of the Damned“ – 4:48
4. „The Number of the Beast“ – 5:29
5. „22 Acacia Avenue“ – 6:36
6. „Transylvania“ – 6:20
7. „The Prisoner“ – 5:50
8. „Hallowed Be Thy Name“ – 7:37
9. „Phantom of the Opera“ – 7:02
10. „Iron Maiden“ – 4:57

### Диск 2

#### Фестивалът в Рединг (1980)
1. „Prowler“ – 4:26
2. „Remember Tomorrow“ – 6:00
3. „Killers“ – 4:43
4. „Running Free“ – 3:52
5. „Transylvania“ – 4:49
6. „Iron Maiden“ – 4:56

#### Monsters Of Rock Донингтън (1988)
1. „Moonchild“ – 5:44
2. „Wrathchild“ – 3:00
3. „Infinite Dreams“ – 5:52
4. „The Trooper“ – 4:04
5. „Seventh Son of a Seventh Son“ – 10:27
6. „The Number of the Beast“ – 4:42
7. „Hallowed Be Thy Name“ – 7:10
8. „Iron Maiden“ – 6:01